# Vjaceslavs Fanduls
Vjaceslavs Fanduls (lettisk: Vjačeslavs Fanduļs; født 17. marts 1969) er en lettisk ishockeyspiller. Han spillede forward for Frederikshavn White Hawks men skiftede inden sæsonen 2008-09 til ASK Ogre i hjemlandet Letland.

## Fakta
- Højde : 178 cm
- Vægt : 85 kg
- Debut : 2006/2007
- 1. Holdkampe : 0
- A Landskampe : 114